# 薇薇安·恩德曼
薇薇安·恩德曼（德語：Vivien Endemann，2001年8月7日—），德国女子足球运动员，场上位置是前锋。她曾代表德国国家队参加2024年夏季奥林匹克运动会女子足球比赛，获得一枚铜牌。